# День космонавтики

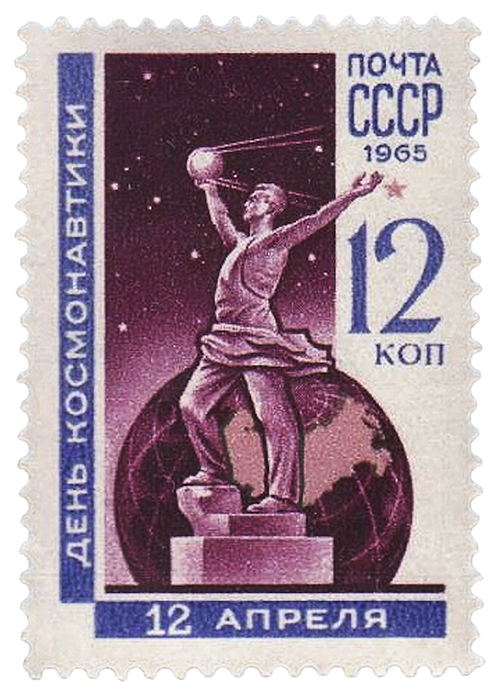
Советская почтовая марка 1965 года «День космонавтики» с изображением скульптуры «Спутник»

День космонавтики — отмечаемая сначала в СССР, а после в России и других странах постсоветского пространства 12 апреля, дата, установленная в ознаменование первого полёта человека в космос.

## История и празднование
12 апреля 1961 года советский космонавт Юрий Гагарин на космическом корабле «Восток-1» стартовал с космодрома «Байконур» и впервые в мире совершил орбитальный облёт планеты Земля. Полёт в околоземном космическом пространстве продлился 108 минут. На месте его приземления в Саратовской области создан Парк покорителей космоса имени Юрия Гагарина.
В Советском Союзе праздник установлен указом Президиума Верховного Совета СССР от 9 апреля 1962 года. Отмечается под названием День космонавтики. Этот праздник установлен по предложению второго лётчика-космонавта СССР Германа Титова, который обратился в ЦК КПСС с соответствующим предложением 26 марта 1962 года.
В этот же день отмечается Всемирный день авиации и космонавтики согласно протоколу (п. 17) 61-й Генеральной конференции Международной авиационной федерации, состоявшейся в ноябре 1968 года, и решению Совета Международной авиационной федерации, принятому 30 апреля 1969 года по представлению Федерации авиационного спорта СССР.
Именно 12 апреля 1981 г., ровно через 20 лет после полёта Ю. А. Гагарина, был дан старт первого пилотируемого полёта по американской программе «Спейс Шаттл».
В Российской Федерации День космонавтики отмечается в соответствии со статьёй 1.1 Федерального закона от 13 марта 1995 года № 32-ФЗ «О днях воинской славы и памятных датах России». Как правило, главные мероприятия в рамках празднования праздника проходят в Москве: в Московском планетарии проводятся экскурсии, а в Музее космонавтики готовят специальные проекты, лекции и встречи.

## Международный день полёта человека в космос
7 апреля 2011 года на специальном пленарном заседании Генеральной Ассамблеи ООН была принята резолюция, официально провозгласившая 12 апреля Международным днём полёта человека в космос. Соавторами резолюции стали более чем 60 государств.

## Другие события этого дня
Ровно через двадцать лет после первого полёта человека в космос, 12 апреля 1981 года стартовал первый пилотируемый полёт по американской программе «Спейс Шаттл».
В честь обоих этих событий во многих городах мира с 2001 года проводится вечеринка-мероприятие «Юрьева ночь». Организатором является «Консультативный совет космического поколения», неправительственная организация, объединяющая участников из более чем 60 стран мира.

## Филателия

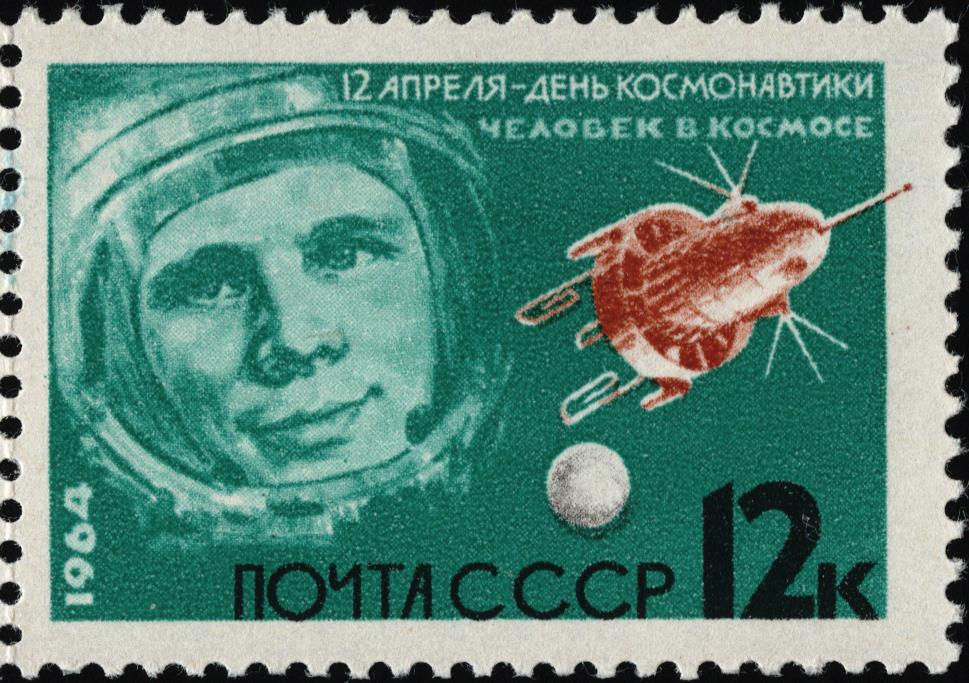
Почтовая марка c изображением Ю. Гагарина. СССР, 1964
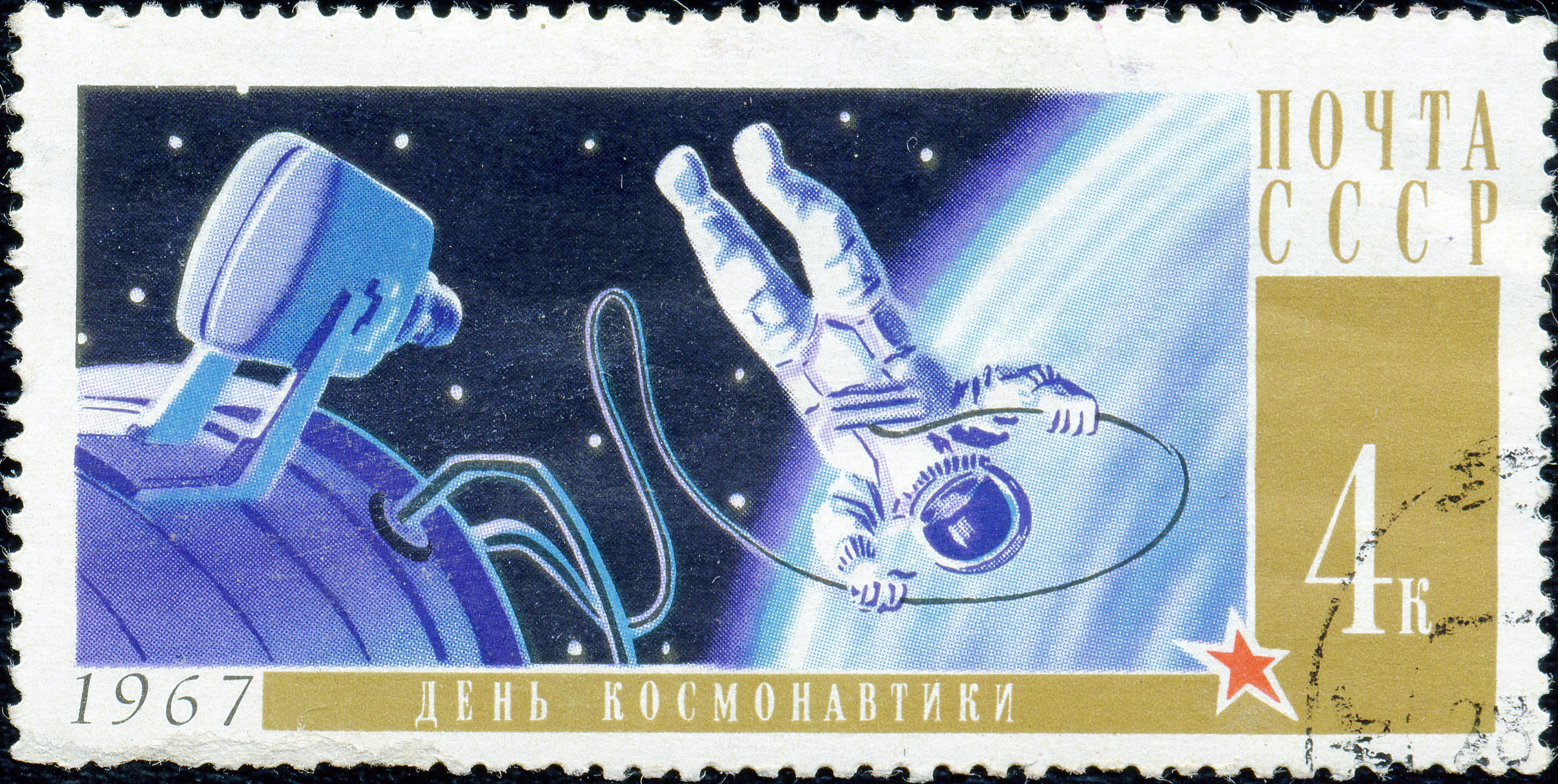
Почтовая марка с изображением А. Леонова. СССР, 1967
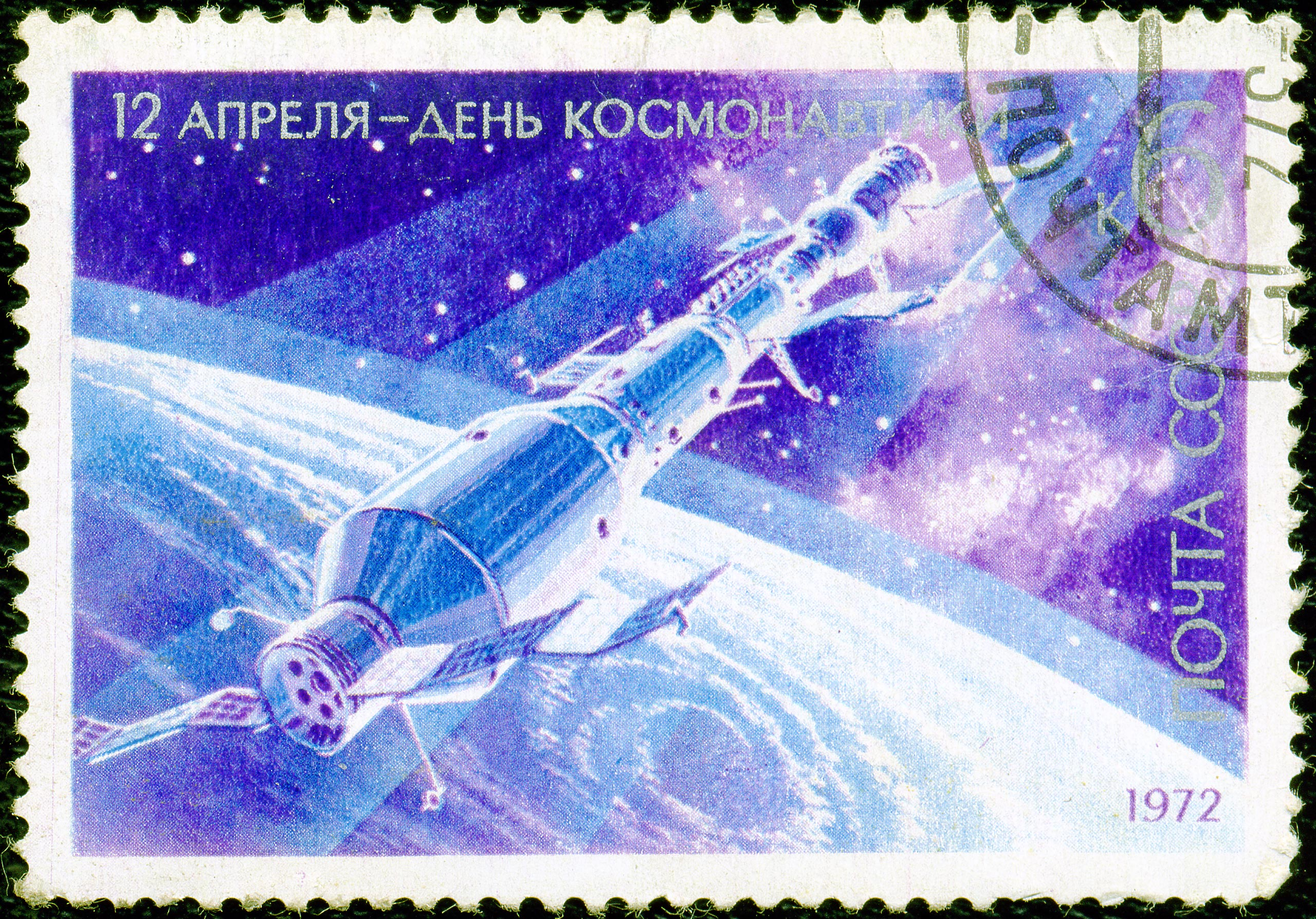
Почтовая марка. СССР, 1972
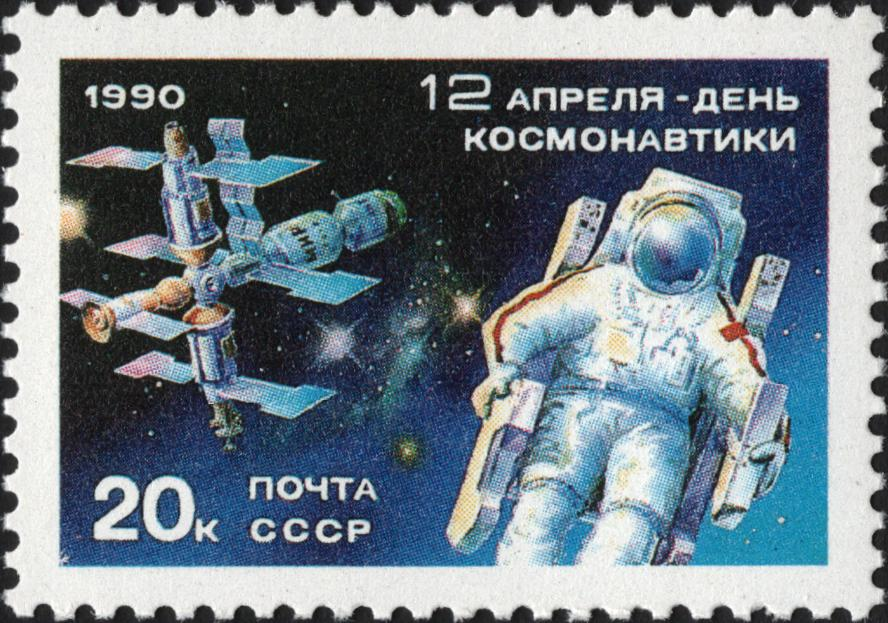
Почтовая марка с изображением орбитальной станции «Мир». СССР, 1990
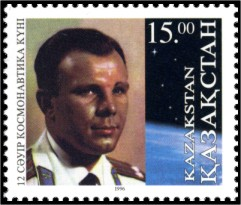
Почтовая марка. Казахстан, 1996
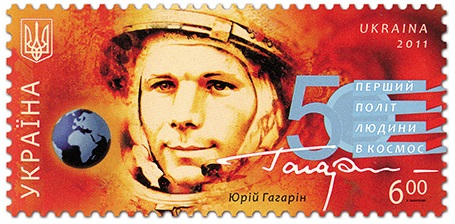
Юбилейная марка в честь 50-летия полёта человека в космос. Украина, 2011
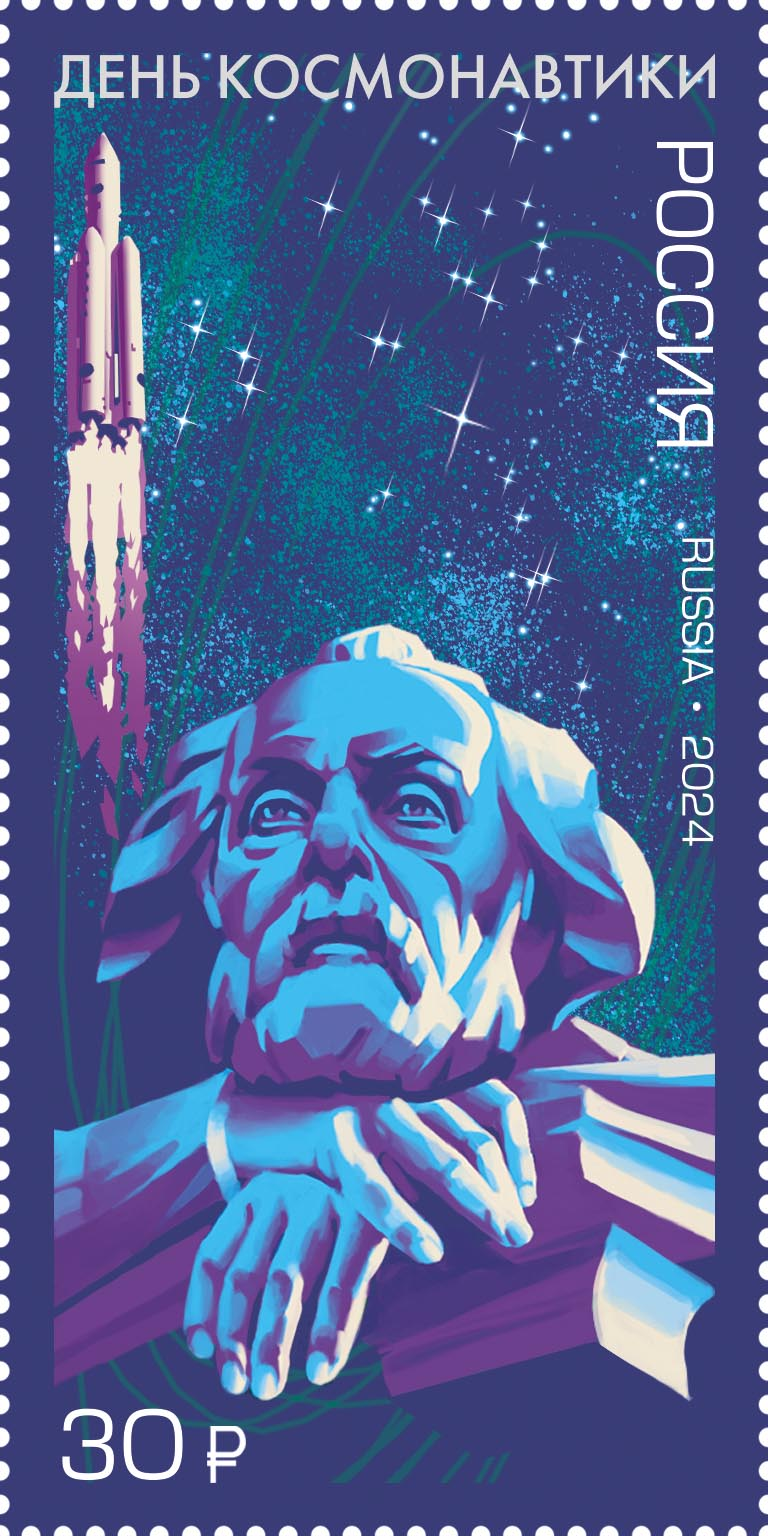
Почтовая марка России 2024 года, посвящённая дню космонавтики.
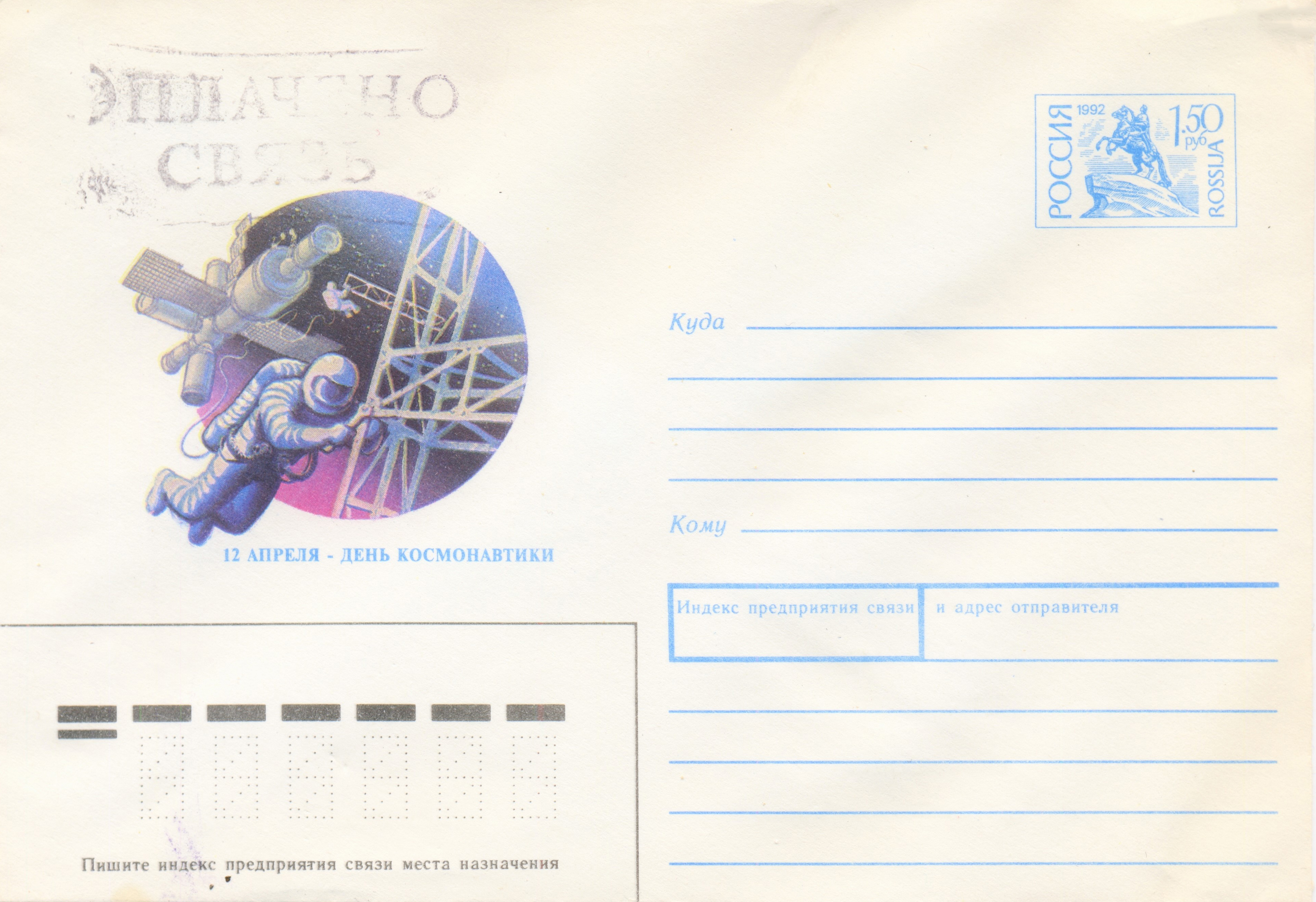
Почтовый конверт, Россия. 1993 г. 12 апреля — День космонавтики.

## Нумизматикаифалеристика

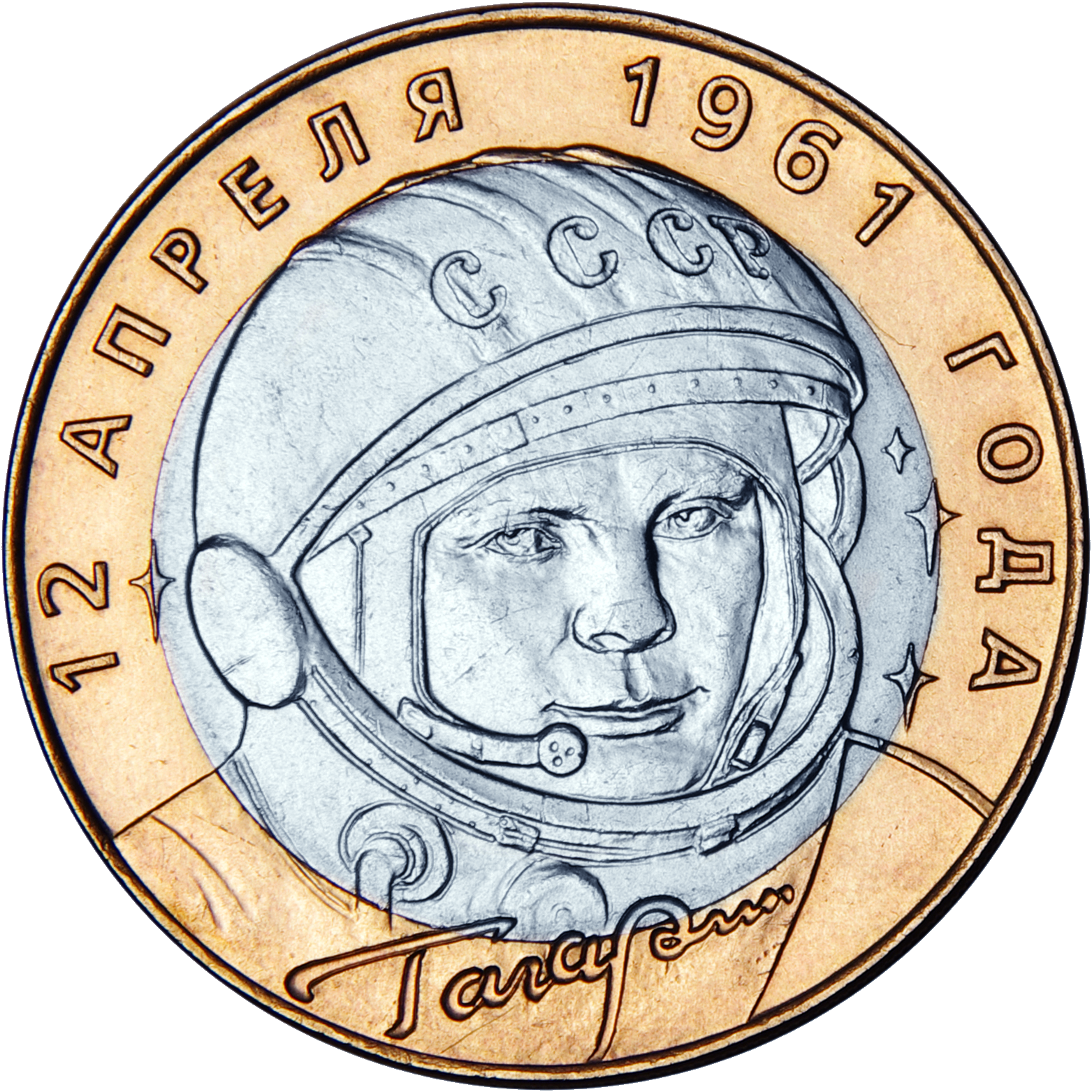
Монета Банка России — 40-летие космического полёта Ю. А. Гагарина
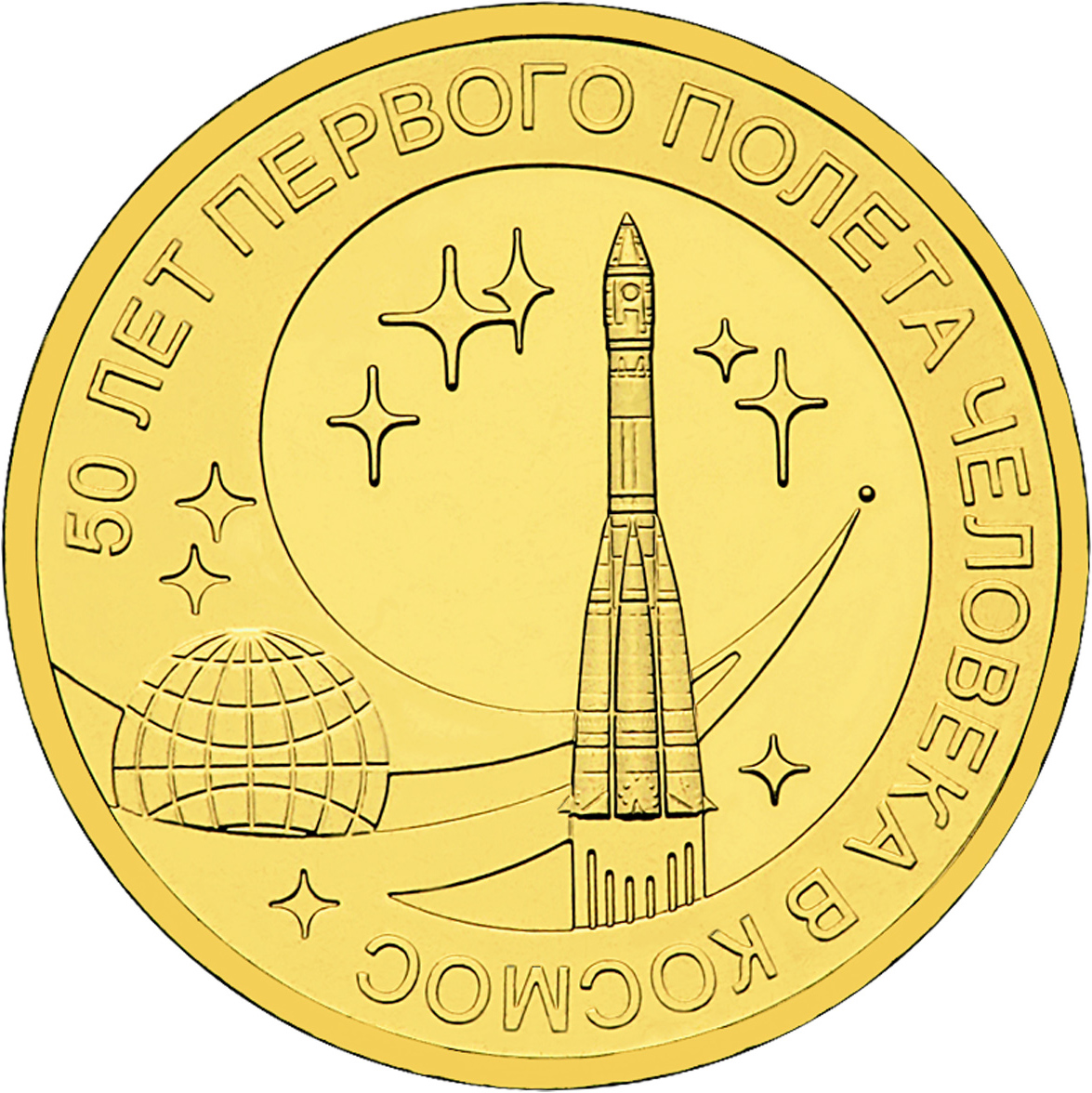
Юбилейная монета Банка России «50 лет первого полёта человека в космос», 2011
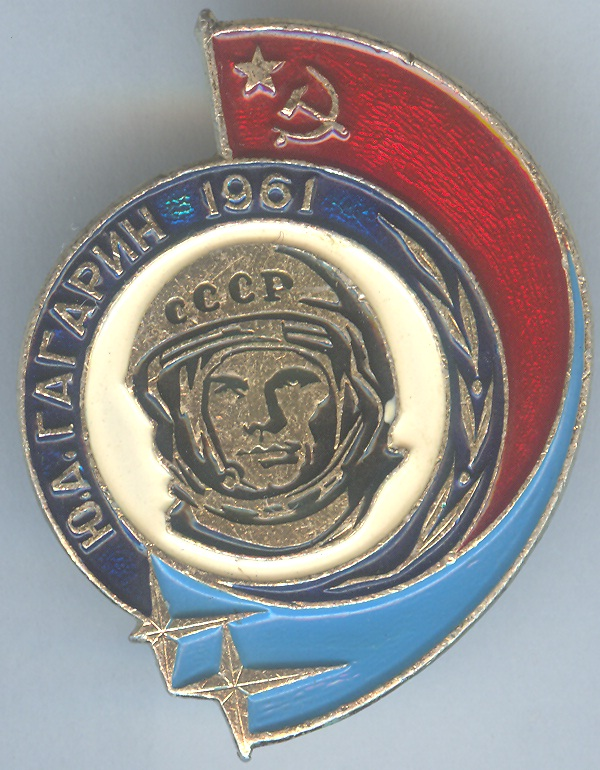
Значок Гагарин 1961 СССР
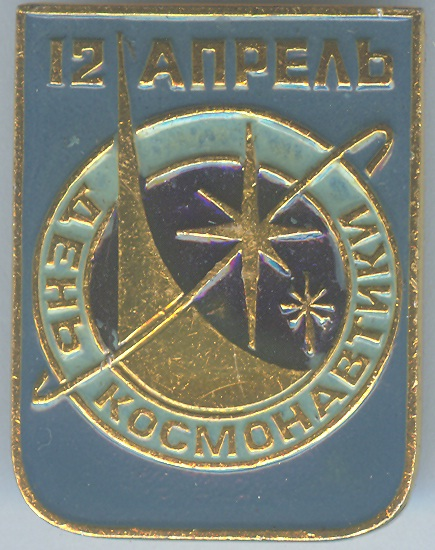
Значок 12 апреля День космонавтики
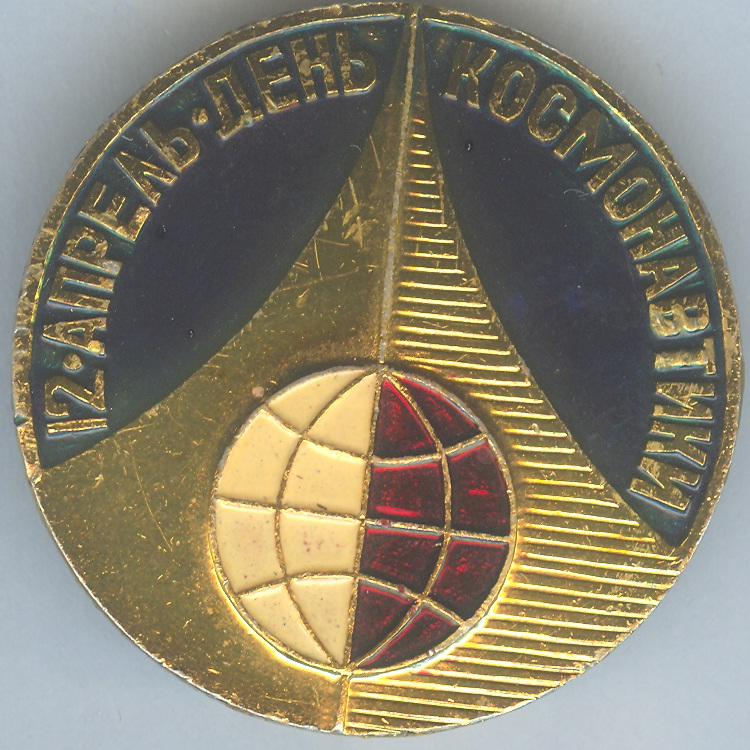
Значок 12 Апрель День космонавтики